# تنصير إسكتلندا

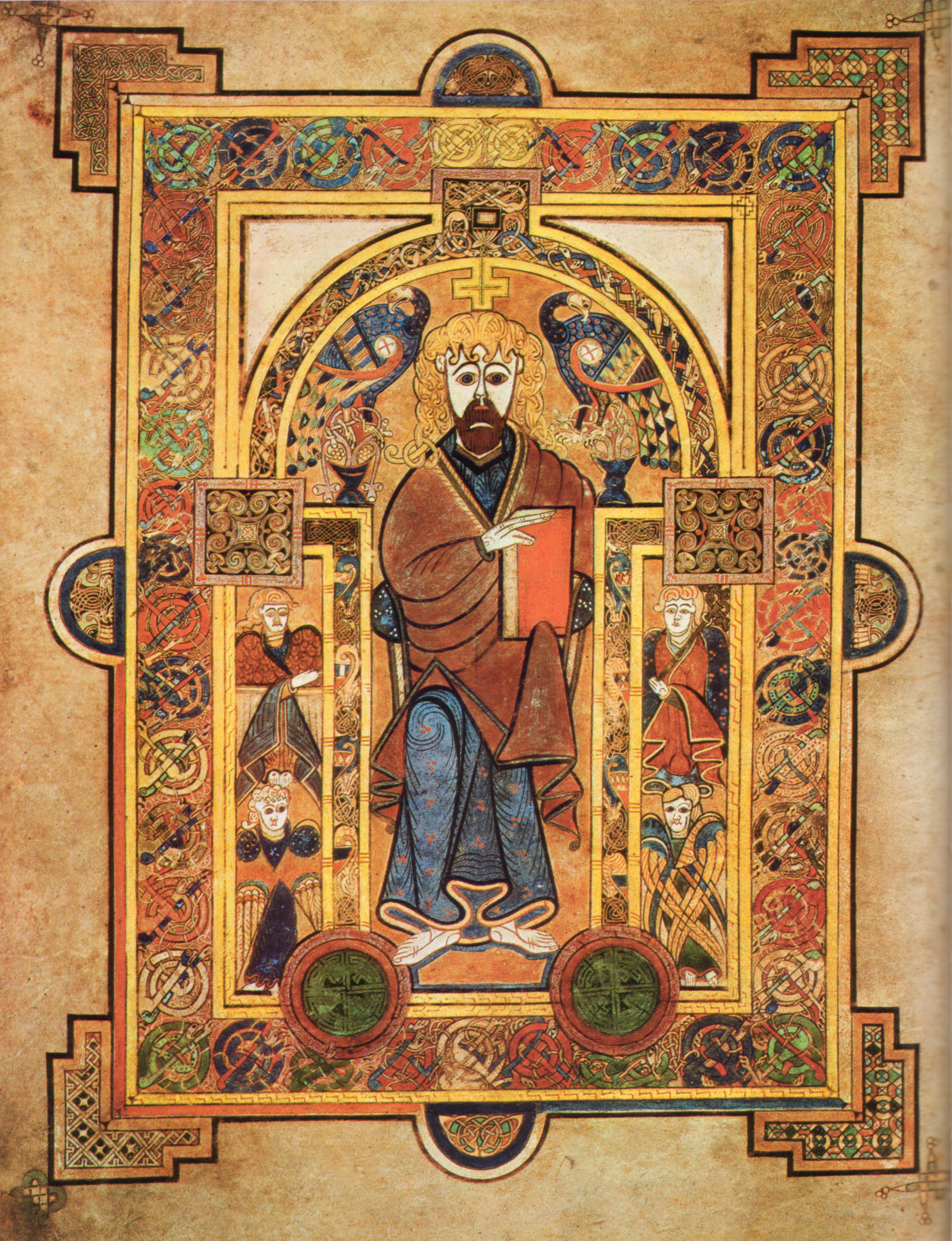

تنصير اسكتلندا هو العملية التي انتشرت بواسطتها المسيحية في اسكتلندا الحالية، وكان هذا بين القرنين الخامس والعاشر.
يبدو أن الجنود الرومان الذين كانوا في شمال إقليم بريطانيا هم الذين أدخلوا المسيحية إلى منخفضات اسكتلندا. بعد تراجع النفوذ الروماني في أوائل القرن الخامس، يُفتَرض أن المسيحية استمرت في البلدات البريطانية التي في شمال اسكتلندا الحالية، ولكنها تراجعت مقابل تقدّم الوثنية الأنجلوسكسونية.
تروي القصص المتوارثة أن اسكتلندا تحولت إلى المسيحية بفعل المبشرين الأيرلنديين المتصلين بشخصيات كالقديس كولمبا، بين القرنين الخامس والسابع، ولكن كثيرًا من هذه الشخصيات أُقيمت لها أبنية وأديرة وكنائس جامعة في وقت لاحق بعد انتشار المسيحية في تلك المناطق. وجد العلماء أن المسيحية الكلتية شكل خاص من المسيحية، فيه تكون منزلة رؤساء الأديرة أعلى من منزلة الأساقفة، وفيه أريحية بشأن عزوبة رجال الدين، وفيه اختلافات كثيرة في الشعائر عن المسيحية الرومانية، لا سيما في شكل حلق الرأس وطريقة حساب الفصح، وإن كانت معظم هذه القضايا قد حُلّت في أواسط القرن السابع.
بعد التحول الثاني لاسكتلندا الإسكندنافية في القرن العاشر، صارت المسيحية تحت السلطة البابوية هي الدين الحاكم السائد في المملكة. كانت عملية التنصير مهمة أيضًا في تطور الهوية الوطنية الاسكتلندية، وفي البعثة التبشيرية الأيرلندية الاسكتلندية إلى أوروبا القارية، وفي تطور الفن الجزيري، ودخول التعلم الرسمي واللاتيني.

## خلفية

### الدين قبل المسيحية
لا يُعرَف عن دين اسكتلندا قبل المسيحية إلا أقل القليل. اقتضى غياب المصادر المكتوبة بين البيكتيين أن يُنظَر في الروايات الموازية في أماكن أخرى، وفي الأدلة الأثرية التي بقي بعضها، وفي الروايات الإزرائية التي كتبها الكتبة المسيحيون. يفترض عمومًا أن الدين في اسكتلندا قبل المسيحية يشبه تعدد الآلهة الكلتي. سُجّلت أسماء أكثر من مئتي إلهٍ كلتي، بعضها أتى من الأساطير الأيرلندية مثل اللوغ، والداغدا، والموريغان، وبعضها أتى من الغال مثل تيوتاتيس، وتارانيس، وسيرنونوس. أقام الوثنيون الكلتيون المعابد والأضرحة ليقدسوا هذه الآلهة، وكان تقديسهم لهم بالقرابين والنذور التي لعلّها شملت القرابين البشرية أيضًا. تروي الروايات الإغريقية والرومانية أن بلاد الغال -بريطانيا وأيرلندا- كانت فيها طبقة من المختصين في السحر والدين، تُعرف بالدراودة، ولكن هذه الطبقة لا يُعرَف عنها إلا القليل. تربط الأساطير الأيرلندية عن أصول البيكتيين وقصص حياة القديس نينيان بين البيكتيين والدراودة. أما في الكتابات المسيحية، فقد ارتبط البيكتيون بعبادة الشيطان، ولعلّ هذا تفسيرٌ مسيحي لآلهتهم، ومن قصص القديس كولمبا أنه أخرج شيطانًا من بئر في أرض البيكتيين، وهو ما يوحي بأن عبادة أرواح الآبار كانت خصيصةً من خصائص الوثنية البيكتية. دعمت هذا الرأيَ إشاراتٌ رومانية لعبادة الإلهة مينيرفا في الآبار، وصخرة بيكتية مرتبطة ببئر قرب قلعة دونفيغان على جزيرة سكاي.

### التأثير الروماني
من المرجح أن أصول المسيحية في اسكتلندا ترجع إلى الجنود والمواطنين الرومان الذين عاشوا في جوار سور هادريان. تبين الأدلة الأثرية من الفترة الرومانية أن المناطق الشمالية من محافظة بريطانيا الرومانية كانت الأشد مسيحية في الجزيرة. وُجدت نقوش تشي رو وشواهد قبور مسيحية على السور منذ القرن الرابع، وفي الفترة نفسها، هُوجمت الأضرحة الميثرائية قرب السور وحُطمت، ويُرجّح أن المسيحيين هم الفاعلون. 

### بعد الممالك الرومانية
بعد انهيار السلطة الرومانية في أوائل القرن الخامس، نشأت أربع دوائر نفوذ في شمال بريطانيا. في الشرق، امتدت ممالك البيكتيين من نهر فورث إلى شتلاند. أما في الغرب، فكانت الشعوب الغالية الناطقة بالأيرلندية القديمة، شعوب دال رياتا، الذين ربطتهم بأيرلندا علائق حميمة، ومنها جاءت تسميتهم بالاسكتلنديين. وأما في الجنوب، فكان البريطانيون (الناطقون بالبريطونية)، وهم أخلاف الشعوب المتأثرة بالممالك المتاثرة بروما، ممالك الشمال القديم، وكانت أقوى هذه الممالك وأطولها عمرًا مملكةُ ستراثكلايد. في النهاية، غزا الأنجلوسكسونيون معظم جنوب بريطانيا واحتلوا مملكة برنيسيا التي وصلت إلى حدود اسكتلندا اليوم من الجهة الجنوبية الشرقية.
ومع أن البيكتيين والاسكتلنديين بقوا على دينهم الوثني، يرى معظم العلماء أن المسيحية استمرت بعد غياب الرومان من المناطق البريطونية وتراجعت مع تقدم الأنجلوسكسونيين. كان من آلهتهم الوثنية: تيو، وَوودن، وثور، وفريغ، وكلهم اشتُقّت من أسمائهم أسماءُ أيام الأسبوع، وأوستر، الذي حُرّف اسمه ليكون اسمًا لاحتفال الفصح في الربيع (الإستر). حافظ المسيحيون البريطانيون على عادة الدفن من غير مؤن قبريّة، أما الوثنيون من الأنجلوسكسونيين، فوجدت الأدلة الأثرية أنهم كانوا يحرقون الجثث ويدفنون الرماد في جِرار، مع مؤَنٍ قبرية كثيرة، ربما لكي ترافق الميت في حياته الآخرة. ومع هذا، فإن الأدلة المتزايدة لم تدل على هذا، إذ لم يوجد إلا قبرٌ واحدٌ من هذا النوع، في ديلميني في شرق لوثيان. 

## خلافات

### المسيحية الكلتية
كانت نتيجة اختلاف البعثات التبشيرية وطرائق التبشير وجودُ سلسلة من الكنائس المتتالية المنظمة بطريقة غير رسمية. استعمل المؤرخون في الماضي مصطلح الكنيسة الكلتية ليصفوا نوعًا مخصوصًا من المسيحية ترجع أصوله إلى تحوّل أيرلندا، وهو مرتبط تراثيًا بالقديس باتريك. انتشر هذا النوع من المسيحية إلى شمال بريطانيا عبر إيونا. واستخدم أيضًا وصفًا عامًّا لتأسس المسيحية في شمال بريطانيا قبل القرن الثاني عشر، إذ بدأت معاهد وأفكار دينية من أصول فرنسية تضع قدمها في اسكتلندا. يقابل النمط الكلتي من المسيحية النمط الذي جاء من البعثات التبشيرية القادمة من روما، التي وصلت إلى جنوب إنجلترا في عام 587 بقيادة القديس أوغسطين أسقف كانتربيري. ثم ساعدت البعثات المتتالية من كانتربيري في تنصير الممالك الأنجلوسكسونية، ووصلت إلى نورثمبريا في أوائل القرن الثامن، التي كانت قد مدت إيونا إليها نفوذها من قبل. نتيجة لهذا، صارت المسيحية في نورثمبريا مزيجًا من التأثيرات الكلتية والرومانية.
ومع أن المسيحية الكلتية والمسيحية الرومانية حافظتا على عقيدتين متشابهتين جدًا واعترفتا جميعًا بالسلطة البابوية المطلقة، فقد كان بينهما اختلافات في الشعائر. كان أكثر الخلافات استمرارًا بينهما طريقة حساب الفصح، وطريقة حلق رؤوس الكهنة. من الخلافات أيضًا: شعائر الترسيم والتعميد، وطريقة خدمة رجال الدين. وجد العلماء إلى جانب هذا خصائص في التنظيم تختص بها المسيحية الأيرلندية والاسكتلنية وآراءً ذات أريحية بشأن الرهبانية، وعلمنة شديدة للمؤسسات الدينية، وغيابًا للبنية الأبرشية. جعل هذا رؤساء الأديرة أعلى منزلة من الأساقفة والعنصر الأساسي في الهرمية الكنسية. 

### نمو التأثير الروماني
كان ويلفرد المتحدث الأكبر باسم الرومان في مجلس ويتباي في عام 664، الذي عقده ملك نورثمبريا أوسويو ليقرر طريقة الشعائر التي تقيمها المملكة، وانتهى هذا المجمع لصالح الطريقة الرومية في الحلق وحساب الفصح. ومع أن هذا لم يؤثر إلا في نورثمبريا الأنجلوسكسونية، فقد بدأ استقلال المسيحية الكلتية بالتراجع منذ عقد ذلك المجمع. يبدو أن ملك البيكتيين «نتشتان ماك دير إلي» حاول أن يؤسس روابط مع كنيسة نورثمبريا. قبل عام 714، كتب هذا الملك إلى كيولفريث، رئيس دير ويرماوث، يسأله أن يمدّه برفض رسمي للموقف الأيرلندي من حساب الفصح ويطلب مساعدته في إقامة كنيسة «على طريقة الرومان». اقترح المؤرخ دونكان وجود «مجموعة رَوْمَنة» بين رجال دين نتشتان، ربما كان يقودها الأسقف كوريتان، الذي سمي بالاسم اللاتيني بونيفاس. يدل على هذا أيضًا وجودُ كنيسة في روسماركي في روس وكرومارتي، مُقامةٍ باسم القديس بيتر، وهو أول أسقف في روما، وكنائس أخرى مشابهة في المناطق البيكتية. في منتصف القرن الثامن، قبلت إيونا وأيرلندا بالشعائر الرومانية.